# Philammón
Philammón (Kr. e. 8. század?) görög költő.
Elképzelhető, hogy nem valós, csupán mitikus személy. Trákiából származott, Apollo rituális költészetének körébe tartozott. A delphoibeliek segítségére sietett a phlegoszok elleni harcukban, de elesett. Neki tulajdonították az úgynevezett szűzek karának megteremtését, mely költeményeknek tárgya Létó és gyermeke. Származására és rokonságára nézve azt tartotta a hagyomány, hogy szülei Khüszosztemosz lantos (mások szerint maga Apollo) és Khióné; gyermekei Thamürisz és Eumolposz.